# Южная, Ольга Валерьевна
Ольга Валерьевна Южная, в девичестве Наймушина, в первом браке Фирсова (род. 26 апреля 1979, Красногорск, Ташкентская область) — российская баскетболистка, игравшая на позиции разыгрывающего защитника. Чемпионка Европы 2003 года, серебряный призёр чемпионата Европы 2005 года.

## Биография
Баскетболом занималась с 7 лет при поддержке родителей и рекомендации матери. В возрасте 21 года уехала за границу выступать в Словении и на Украине, в 2002 году вернулась в Россию. В составе ВБМ-СГАУ стала вице-чемпионкой страны в сезоне 2002/2003, уступив только команде УГМК, но вместе с тем завоевала Мировой Кубок. Через год выиграла чемпионат России, кубок России и Мировую Лигу. Летом 2005 года перешла в ту самую команду УГМК, в которой отыграла один сезон и стала вице-чемпионкой, уступив своему бывшему клубу ВБМ-СГАУ, но вместе с тем завоевала Евролигу. В 2006 году перешла в московское «Динамо», но не попала в число призёров. В 2008 году уехала в Санкт-Петербург играть за «Спартак».
В составе сборной России выиграла чемпионат Европы 2003 года, проведя на паркете всего 6 минут в трёх играх и оформив один подбор в матче против Бельгии. На чемпионате Европы 2005 стала серебряным призёром, набрав 29 очков в 8 играх, оформив 10 подборов, три перехвата и 6 голевых передач.

## Титулы

### Клубные[1]
- Чемпионка России 2004 и 2005 годов
- Вице-чемпионка России 2003
- Обладательница Кубка России 2004
- Обладательница Мирового Кубка 2003
- Чемпионка Евролиги 2005
- Чемпионка Мировой лиги 2004
- Чемпионка Украины 2001 и 2002
- Чемпионка Словении 2000

### В сборной[1]
- Чемпионка Европы 2003
- Вице-чемпионка Европы 2005

## Личная жизнь
Мать и отец — тренеры, брат — профессиональный игрок. 3 июня 2005 года вышла замуж за Алексея Фирсова, бывшего телохранителя президента клуба ВБМ-СГАУ Андрея Ищука. Любимый фильм: «Москва слезам не верит». Предпочитает узбекскую, украинскую и русскую кухни. Знает английский, русский, словенский, французский и узбекский языки. Любимые исполнители — «Гости из будущего» и «Братья Грим».